# O Tadku-Niejadku, babci i dziadku
O Tadku-Niejadku, babci i dziadku – polska bajka muzyczna autorstwa Wandy Chotomskiej z 1968 roku.
Opowiada o chłopcu, który nie chce jeść, jednakże spacerek z dziadkiem i niespodziewana przygoda z balonem sprawiają, że diametralnie zmienia zdanie.
Zawiera 6 piosenek w tym jedną śpiewaną dwa razy, z różnymi słowami, na początku "nie chcę jeść" a na końcu "ja chcę jeść".
Wydana przez Polskie Nagrania „Muza” na singlu ("czwórce") 45-obrotowym, w wersjach monofonicznej (N 0555) i stereo (SN 0555), długość około 13 minut. Oryginalna cena płyty: 25 zł.
W latach 2000 wznowiona na płycie kompaktowej w serii Bajki-Grajki, wraz z książeczką.

## Ekipa
- Wanda Chotomska – scenariusz
- Mieczysław Janicz – muzyka
- Wiesław Opałek – reżyseria
- Zespół instrumentalny pod kierownictwem Mieczysława Janicza
- Antoni Karużas – reżyser nagrania
- Janusz Pollo – operator dźwięku

## Obsada
- Zofia Raciborska – Tadek
- Tadeusz Bartosik – dziadek
- Irena Kwiatkowska – babcia
- Barbara Stępniakówna – sprzedawczyni
- Zdzisław Salaburski – komendant
- Zbigniew Kryński – piekarz
- Bogdan Niewinowski – żongler
- Wanda Majerówna – sąsiadka
- M. Nanowska – sąsiadka
- Elżbieta Gaertner – sąsiadka
- Aleksander Gąssowski – przechodzień
- Wiktor Nanowski – przechodzień
- Wojciech Zagórski – strażak
- Rudolf Gołębiowski – strażak